# 席艾拉·波格斯
席艾拉·玛乔丽·波格斯（英語：Sierra Marjory Boggess，/ˈbɒɡɪs/；1982年5月20日—）是一位美國音樂劇演員、女高音歌手，曾飾演紐約百老匯音樂劇《小美人魚》的愛麗兒（Ariel）和《歌劇魅影》的女主角克莉絲汀·戴也（Christine Daae），她也是英國西區劇院音樂劇《愛無止盡》女主角克莉絲汀的原版卡司。她以在《愛無止盡》、《歌劇魅影》25周年紀念的演出最為知名。

## 早年生活
席艾拉·波格斯與她的兩位姊妹薩默·波格斯（Summer Boggess）和艾蕾歌拉·波格斯（Allegra Boggess）一起在美國科羅拉多州丹佛市出生和成長。她們三個都曾是科羅拉多州兒童合唱團的成員。她的父親是凱勒·特納·波格斯（Kellun Turner Boggess）、母親為蜜雪兒·波格斯（Michael Boggess）。她在2000年於喬治華盛頓高級中學畢業，在2004年以藝術系音樂戲劇學士從伊利諾伊州密利克大學畢業。

## 演藝生涯
席艾拉·波格斯的演藝生涯始於音樂劇《悲慘世界》美國巡演的珂賽特候補演員。2006年她第一次成為正式的主演，為美國拉斯維加斯版《歌劇魅影》女主角克莉絲汀的原版卡司。表演期間，她利用一周的假期前往紐約百老匯試鏡，於2007年擔任音樂劇《小美人魚》女主角愛麗兒的原版卡司。
2008年，她前往倫敦參與安德魯·洛伊·韋伯的新音樂劇《愛無止盡》的試鏡，錄取該劇女主角克莉絲汀的原版卡司。等《愛無止盡》音樂劇的相關事宜都敲定後，她在2009年5月31日最後一次參與百老匯《小美人魚》的演出，前往倫敦作準備。與她同台演出男主角魅影（Phantom）的是曾任倫敦西區《歌劇魅影》魅影的拉明·克林魯（Ramin Karimloo）。她從2010年3月開始《愛無止盡》的演出，直到隔年3月。雖然這齣音樂劇的評價普通，但男女主角的表現獲得大家一致讚賞，席艾拉也因此入圍英倫舞台劇界大獎奧利佛獎最佳音樂劇女主角。2011年7月，她回歸百老匯參與復排，飾演劇中學生夏倫（Sharon Graham）。
2011年10月1、2日，席艾拉·波格斯參與了在皇家亞伯特音樂廳的歌劇魅影：25周年紀念音樂會，飾演女主角克莉絲汀，與飾演男主角魅影的拉明·克林魯再度攜手合作《歌劇魅影》25周年。這三場演出在全世界電影院播送，並製成目前唯一舞台版DVD。兩人成功的在《歌劇魅影》25周年慶祝時為此劇立下里程碑，精湛的演出博得滿場觀眾喝采，自身的國際知名度也因此大開。有人稱他們為「這個世代的魅影與克莉絲汀」。
2012年1月底，她加入外百老匯戲劇《Love, Loss, and What I Wore》的演出，從2月29日演到同年3月25日該劇下檔。她原本接著要加入新音樂劇《蝴蝶夢》（Rebecca）劇組，但後來該劇行程延後，於是她改簽約百老匯向知名美國戲劇製作人哈羅德·普林斯（Hal Prince）致敬的時事音樂劇。但該劇也在5月時因資金問題宣布延後。知名英國戲劇製作人卡梅倫·麥金塔得知席艾拉·波格斯有空檔後，邀她至倫敦西區參與《悲慘世界》劇組。經過不到兩個月的準備，她在同年7月以芳婷（Fantine）的角色登台，約期至2013年1月。
2013年，席艾拉短暫參與百老匯《歌劇魅影》劇組，從1月21日至3月2日飾演女主角克莉絲汀，並參與了1月26日的《歌劇魅影》百老匯25周年紀念演出。6月，她和拉明·克林魯、莉亞·莎隆嘉以及城田優四人分別在15至23日和27至30日於日本東京和大阪舉行系列演唱會。同年8月，她於紐約曼哈頓知名夜店54 Below登台，首次以卡巴萊（Cabaret）形式進行迷你個人演唱會表演，主題為。同年12月2日至7日，為慶祝8月演出時的現場錄音發行成首張個人專輯，她再次於54 Below登台表演。
2014年5月，席艾拉再度回歸百老匯《歌劇魅影》飾演女主角克莉絲汀，與她同台飾演男主角魅影的諾姆·路易斯之前曾在《小美人魚》飾演她父親。席艾拉於同年9月6日最後一次演出克莉絲汀。
2015年4月14日開始，席艾拉在百老匯音樂劇《It Shoulda Been You》劇組飾演劇中的新娘，直到同年8月9日該劇下檔。11月9日起，她加入安德魯·洛伊·韋伯最新音樂劇《搖滾教室》的排演，音樂劇改編自2003年上映、由理查德·林克萊特執導的同名美國電影，將在12月6日於百老匯首演。

## 軼事
- 席艾拉·波格斯與拉明·克林魯兩人各是倫敦西區《愛無止盡》的男女主角原版卡司，也一起參與《歌劇魅影》25周年紀念的演出，同樣飾演男女主角。私底下兩人交情甚好，甚至曾公開以「化學反應」（chemistry）描述他們的感情[5][註 5]。兩人均曾在訪問中表達與對方再度合作的意願。拉明·克林魯曾說：「這已經不是想不想和她合作的問題。我沒有想要，而是需要。」[24][註 6]。他們還共同創造一新詞彙「依艾拉」（Rierra）結合兩人名字字母，代稱兩人間的感情[25][註 7]。2011年《歌劇魅影》25周年紀念演出結束後，兩人暫時結束音樂劇合作關係。
- 席艾拉·波格斯一次與拉明·克林魯一同外出，經過一家日式餐廳時注意到日文的「拉麵」發音神似「拉明」（英語：Ramin），便替拉明·克林魯取了「拉麵」這個綽號，並將其發布至自己的推特上。拉明·克林魯也在某次兩人公開受訪時以此自稱。

## 列名的舞台劇作品

### 音樂劇
- 《歌劇魅影》（飾演 克莉絲汀·戴也），2006-2007年，拉斯維加斯[6][26]
- 《小美人魚》（飾演 愛麗兒），2008-2009年，百老匯[2][6][26]
- 《愛無止盡》（飾演 克莉絲汀·戴也），2010-2011年，倫敦西區[6][27]
- 《Master Class》（飾演 學生 ），2011年7月，百老匯[2][28]
- 《歌劇魅影》25周年紀念（飾演 克莉絲汀·戴也），2011年，英國皇家亞伯特音樂廳[27]
- 《Guys and Dolls》，紐約 Carnegie 音樂廳[27]
- 《Music in the Air》，City Center Encores！[27]
- 《悲慘世界》（飾演 芳婷），2012年7月-2013年1月，倫敦[6][11]
- 《歌劇魅影》（飾演 克莉絲汀·戴也），2013年1月21日-3月2日，百老匯[4]
- 《歌劇魅影》百老匯25周年紀念（飾演 克莉絲汀·戴也），2013年1月26日，百老匯[12][13]
- 《歌劇魅影》（飾演 克莉絲汀·戴也），2014年5月-9月6日，百老匯[4]
- 《It Shoulda Been You（英语：It Shoulda Been You）》（飾演 Rebecca Steinberg），2015年4月14日-8月9日，百老匯[21][27]
- 《搖滾教室（英語：School of Rock （页面存档备份，存于）)》（飾演：Rosalie Mullins）2015年12月6日-2016年8月8日， 百老匯[29]

### 戲劇
- ，2012年2月29日-3月25日，紐約外百老匯[9][10]

## 錄音作品
- 2008年，《小美人魚》百老匯原版卡司原聲帶[27][28]
- [27]
- 2010年，《愛無止盡》倫敦原版卡司原聲帶[27]
- 2011年，《歌劇魅影》25周年紀念演出錄影DVD[27]
- 2013年，專輯[17][27]
- 2015年，《搖滾教室（英語：School of Rock （页面存档备份，存于）)》百老匯原版卡司原聲帶[30]

## 獎項
| 年度 | 獎項                       | 類別                         | 提名作品            | 結果 | 類別原文 |
| ---- | -------------------------- | ---------------------------- | ------------------- | ---- | -------- |
| 2008 | 戲劇桌獎                   | 傑出音樂劇女演員             | 小美人魚            | 提名 |          |
| 2008 | 戲劇聯盟獎                 | 傑出表演獎                   | 小美人魚            | 提名 |          |
| 2008 | Broadway.com 觀眾票選獎    | 最受歡迎的百老匯音樂劇女主角 | 小美人魚            | 提名 |          |
| 2008 | Broadway.com 觀眾票選獎    | 最受歡迎突破女演員           | 小美人魚            | 獲獎 |          |
| 2010 | BroadwayWorld 英國獎       | 最佳音樂劇女主角             | 愛無止盡            | 提名 |          |
| 2011 | Theatregoers' Choice Award | 最佳音樂劇女演員             | 愛無止盡            | 提名 |          |
| 2011 | 勞倫斯·奧立佛獎            | 最佳音樂劇女主角             | 愛無止盡            | 提名 |          |
| 2013 | Broadway.com 觀眾票選獎    | 最受歡迎替換演員獎           | 歌劇魅影            | 獲獎 |          |
| 2015 | Broadway.com 觀眾票選獎    | 最受歡迎特色女演員           | It Shoulda Been You | 獲獎 |          |

## 備註
1. ↑  《愛無止盡》為《歌劇魅影》的續作，但非續集
2. ↑  6:01-6:17
3. ↑  上個世代，也就是原版的魅影與克莉絲汀為迈克尔·克劳福德與莎拉·布萊曼
4. ↑  諾姆·路易斯這次登台也讓他打破紀錄：他是第一位在百老匯飾演魅影的非裔美國人
5. ↑  9:49-10:53
6. ↑  「這已經不是想不想和她合作的問題。我沒有想要，而是需要」原文：
7. ↑  尚未找到該詞直接來源
8. ↑  Audience Award
9. ↑  UK Award
10. ↑  Best Actress in a Musical
11. ↑  替換是指由不同演員輪流演出

## 外部連結
- 聽席艾拉·波格斯在安德魯·洛伊·韋伯最新音樂劇《School of Rock》的片段 （页面存档备份，存于）
- 採訪音樂天使：席艾拉·波格斯（2015年 Broadway Style Guide） （页面存档备份，存于）